# Litteraturåret 1893

## Priser och utmärkelser
- Kungliga priset – Albert Theodor Gellerstedt
- Letterstedtska priset för översättningar – Edvard Lidforss för översättningen av Cervantes Don Quijote

## Nya böcker

### A – G
- Efterlämnade skrifter av Anne Charlotte Leffler
- En ensam av Axel Wallengren
- Fru Ester Bruce av Ola Hansson
- Från Lundagård och Helgonabacken, lundensisk litterär studentkalender (årgång 2)

### H – N
- Helg och söcken av Emil Kléen (debut)
- Holger Vide av Amanda Kerfstedt
- Ingeniör Münchhausens berättelser från Amerika av Carl Jacob Magnell
- L'aimé av Jean Richepin[1]
- Nattrocken av Tor Hedberg
- Niobe av Jonas Lie
- Ny jord av Knut Hamsun

### O – Ö
- Redaktör Lynge av Knut Hamsun
- Ur lifvet VI av Anne Charlotte Leffler

## Födda
- 2 januari – Ernst Marischka (död 1963), österrikisk regissör, författare och skådespelare.
- 5 februari – W.E. Johns (död 1968), brittisk författare av ungdomsböcker.
- 1 mars – Adolf Hallman (död 1968), svensk journalist, författare, illustratör och konstnär.
- 15 maj – Stanley Lupino (död 1942), brittisk skådespelare, författare och dramatiker.
- 13 juni – Oscar Rydqvist (död 1965), svensk journalist, författare, dramatiker, manusförfattare och regissör.
- 19 juli – Vladimir Majakovskij (död 1930), rysk författare och bildkonstnär.
- 8 augusti – Donald Davidson (död 1968), amerikansk poet, essäist och litteraturkritiker.
- 16 september – Hagar Olsson (död 1978), finlandssvensk författare, kritiker och översättare.
- 19 december – Harry Blomberg (död 1950), svensk författare.

## Avlidna
- 6 juli – Guy de Maupassant, 42, fransk författare.

### Fotnoter
1. ↑  ”World Cat”. http://www.worldcat.org/title/laime-roman/oclc/503966701&referer=brief_results. Läst 13 april 2011.